# Kegelbienen
Die Kegelbienen (Coelioxys) sind Solitärbienen und gehören innerhalb der Bienen zur Familie der Megachilidae. Sie sind benannt nach der eigentümlichen Form ihres Hinterleibs. Weltweit sind 320 Arten bekannt, in Europa kommen davon 28 Arten vor, von denen 16 auch in Mitteleuropa heimisch sind. Damit zählen sie zu den größten mitteleuropäischen Gattungen der Kuckucksbienen.

## Merkmale
Die verschiedenen Arten der Gattung sind schwer voneinander zu unterscheiden. Ihr Körper ist mäßig behaart und besitzt keine Modifizierungen zum Pollentransport. Kopf und Thorax sind breit, die Facettenaugen groß. Das Abdomen ist vorn gleich breit wie der Thorax, spitzt sich aber bei den Weibchen gleichmäßig nach hinten zu, so dass der Hinterleib die Form eines Kegels besitzt. Die Tergite des Hinterleibs sind schwarz gefärbt, am Ende befindet sich jeweils eine gut abgesetzte, feine, helle, seltener gelb-bräunliche Binde oder eine Beschuppung bzw. ebenso gefärbte Haarflecke. Die Drohnen erkennt man anhand von sechs bis neun Dornen am Hinterleibsende.

## Lebensweise
Kegelbienen sammeln keinen Pollen und Nektar für ihren Nachwuchs, sondern entwickeln sich als Brutschmarotzer bei anderen Bienenarten. Ihr Wirtsspektrum umfasst zahlreiche Arten, wie beispielsweise Mauerbienen (Osmia), Pelzbienen (Anthophora), Bastardbienen (Trachusa) und Blattschneiderbienen (Megachile). Da jede Art dabei ihre ganz spezifischen Wirtsarten hat, und diese teilweise selten geworden sind, zählen auch einige Kegelbienen zu den gefährdeten oder vom Aussterben bedrohten Arten. Die adulten Kegelbienen sind polylektisch und ernähren sich von einem breiten Spektrum verschiedener Nektarpflanzen. Kegelbienen fliegen pro Jahr in einer Generation von Mai bis September, abhängig von der Flugzeit der entsprechenden Wirtsart. Bei manchen Arten ist eine zweite Generation im Jahr möglich.

## Fortpflanzung und Eiablage
Das Paarungsverhalten der Kegelbienen ist wenig erforscht. Das Verhalten von Coelioxys echinata ist bekannt und ist wahrscheinlich auch für die anderen Arten der Gattung charakteristisch. Ein oder seltener auch mehrere weibliche Kegelbienen durchstechen mit ihrem Hinterleibsende die versiegelte Brutzelle und den Pollenvorrat ihres Wirtes. Das Ei wird so abgelegt, dass es den Pollen berührt. Die Larve schlüpft bereits nach drei Tagen und ernährt sich zunächst nur vom Pollenvorrat, nach weiteren sechs bis sieben Tagen besitzt sie große und kräftige Mandibeln und frisst das Ei oder die bereits geschlüpfte Larve des Wirts. Haben mehrere Kegelbienen ihr Ei in dieselbe Brutzelle abgelegt, bekämpfen sich die Larven, bis nur eine übrig bleibt. Wurden Wirt und/oder Konkurrenten getötet, wird der restliche Pollenvorrat aufgefressen. Die Verpuppung erfolgt insgesamt 11 bis 16 Tage nach dem Schlupf in einem Kokon. Die Überwinterung erfolgt als Präpuppe.

## Arten
- Schuppenhaarige Kegelbiene (Coelioxys afra) Lepeletier, 1841
- Coelioxys alata Förster, 1853
- Coelioxys aurolimbata Förster, 1853
- Coelioxys brevis Eversmann, 1852
- Coelioxys caudata Spinola, 1838
- Coelioxys conoidea Illiger, 1806
- Coelioxys echinata Förster, 1853
- Coelioxys elongata Lepeletier, 1841
- Coelioxys emarginata Förster, 1853
- Coelioxys haemorrhoa Förster, 1853
- Coelioxys inermis Kirby, 1802
- Coelioxys lanceolata Nylander, 1852
- Coelioxys mandibularis Nylander, 1848
- Coelioxys obtusa Pérez, 1884
- Coelioxys polycentris Förster, 1853
- Vierzähnige Kegelbiene (Coelioxys quadridentata) (Linnaeus, 1758)
- Rötliche Kegelbiene (Coelioxys rufescens) Lepeletier, 1825